# Lingua pazeh
La lingua pazeh (o pazih) è la lingua parlata dai popoli Pazeh e Kaxabu di aborigeni taiwanesi. Essa fa parte della sottofamiglia delle lingue formosane, della più grande famiglia linguistica delle lingue austronesiane. Recentemente è deceduta l'ultima parlante pazeh, la novantacinquenne Pan Jin-yu (1914-2010), la lingua perciò è estinta. Il Pazeh aveva anche un dialetto, chiamato Kulun.

## Fonologia
|               | Labiale | Coronale1 | Palatale | Velare | Glottidale |
| ------------- | ------- | --------- | -------- | ------ | ---------- |
| Nasale        | m       | n         |          | ŋ      |            |
| Occlusiva     | p b     | t d       |          | k ɡ3   | (ʔ)2       |
| Fricativa     |         | s z4      |          | x      | h5         |
| Liquida       |         | ɾ         |          |        |            |
| Approssimante |         | l         | j        | w      |            |

1. /t/ e /d/ non vengono articolate nel medesimo luogo di articolazione; /d/ è alveolare o prealveolare, mentre /t/ (come anche /n/) è interdentale. Altre consonanti coronali tendono ad essere prealveolari o post-dentali.
2. La distribuzione della occlusiva glottidale sorda è allofonica; appare solo tra due vocali, prima di vocali iniziali e dopo vocali finali. Inoltre, è per lo più assente dalla lingua parlata.
3. /ɡ/ viene spirantizzata in posizione intervocalica.
4. /z/ in realtà è l'affricata alveolare/prealveolare [dz], e si trova solamente ad inizio di sillaba[4].
5. /h/ varia tra la realizzazione glottidale e faringale come [ħ], e talvolta è difficile da distinguere da /x/.

Solitamente il Pazeh distingue tra costrittive sonore e sorde, tuttavia il contrasto viene neutralizzato per le labiali e velari plosive in posizione finale, dove si pronunciano solo /p/ e /k/ rispettivamente (anche /d/ viene desonorizzata, ma mantiene comunque un certo contrasto). Infine, anche /l/ ed /n/ vengono neutralizzate in posizione finale. Le plosive sorde non vengono pronunciate in tale posizione.
|        | Anteriore | Centrale | Posteriore |
| ------ | --------- | -------- | ---------- |
| Chiusa | i         |          | u          |
| Media  | (ɛ)       | ə        | (o)        |
| Aperta |           | a        |            |

Le vocali medie ([ɛ] e [o]) sono allofoni delle vocali chiuse (rispettivamente /i/ e /u/).
- Entrambe si indeboliscono se si trovano vicino a /h/.
- /u/ si indebolisce prima di /ŋ/. [u] ed [o] sono varianti libere prima di /ɾ/
- I morfemi reduplicati riportano la vocale fonetica anche quando la vocale reduplicata non comprende il contesto fonolofico dell'indebolimento.
  - /mutapitapih/ → [mu.ta.pɛ.taˈpɛh] (continua ad applaudire)[7].

/a/ viene in qualche modo posta in posizione più avanzata ed alta quando è adiacente ad /i/. Le semivocali appaiono anche in posizione post-vocalica.

## Fonetica
La struttura più comune del morfema è CVCVC, dove C indica una consonante e V una vocale. Gruppi di consonanti sono rari, e ove presenti consistono solo di una nasale insieme ad una costrittiva omorganica, oppure dell'elemento di unione di un dittongo.
Le pause intervocaliche vengono pronunciate prima del limite di morfema, mai dopo, e l'accento tonico cade sempre sull'ultima sillaba.

## Morfologia
Il Pazeh fa grande uso di affissi, infissi, suffissi e circonfissi, come anche della reduplicazione. I verbi possono essere statici o dinamici.